# Remlovy Dvory
Remlovy Dvory (hovorově Remlák, německy Remmelhof nebo Remmelhöf) byly skupinou dvorů, později osadou, která se rozkládala v oblasti jižní části současného sídliště Vltava v Českých Budějovicích, při jehož výstavbě zanikly.

## Historie
Dva velké dvory jsou doloženy již ve 2. polovině 14. století. Rozkládaly se při původní cestě z Českých Budějovic do Českého Vrbného. V noci z 5. na 6. prosince 1561 je doložen požár tří statků v majetku Jiro-Janka. Označení Remlovy Dvory je poprvé doloženo po roce 1601, ale Jáchim Röml v historii osady figuruje již v roce 1579, kdy mu Matěj Jiro-Janko prodal svůj dvůr. V roce 1854 byly osadou obce Čtyři Dvory, již 1868 osada administrativně zanikla sloučením s osadou Čtyři Dvory. Roku 1890 jsou udávány jako osada u Čtyř Dvorů, která hejtmanstvím, okresem, farou i poštou spadá pod České Budějovice. 9. října 1897 vypukl požár ve dvoře Karla Krehana. Zničeny byl zásoby píce, do základů vyhořely stodoly, kolny odkud se požár rozšířil i na vedlejší stavení. Zachránit se podařilo pouze obytné stavení a stáje. Roku 1930 byly místní částí s charakterem vísky. Remlovy Dvory katastrálně spadaly pod Kněžské Dvory, samosprávně pod Čtyři Dvory, římskokatolickou církevní správou pod farnost svatého Mikuláše v Českých Budějovicích.
| rok  | obyvatel | domů | poznámka, zdroj     |
| ---- | -------- | ---- | ------------------- |
| 1713 | 26       |      | jen starší 7–10 let |
| 1890 | 121      | 7    | [ 5 ]               |
| 1930 | 65       | 6    | [ 2 ]               |

## Zánik
Osada zanikla v 70. letech 20. století v souvislosti se vznikem sídliště Vltava. Existovala iniciativa o zachování dvou objektů, mimo jiné renezančního dvorce-zámečku, který by bylo možné využít pro mimopracovní aktivity budoucích obyvatel sídliště, mimo jiné pionýry a mládež. Nepodařilo se je prosadit a rybníky i původní zástavba zcela zanikly.

## Pozůstatky
Na místě osady se rozkládá Kulturní dům Vltava, poliklinika Vltava a okolní objekty. Původní cesty se proměnily v současné ulice J. Boreckého a Fr. Ondříčka. K osadě patřila soustava tří rybníků: Velký Remlovský, Horní Remlovský a Malý Remlovský rybník. Někdejší existence Horního Remlovského rybníka se odráží v pojmenování současné Rybniční ulice. U osady ve směru na České Vrbné se rozkládala továrna na umělá hnojiva založená 1890 a zavřená v roce 1934 (později využívaná společností Český křišťál a za minulého režimu jako Strojní a traktorová stanice).